# ATP Tolosa 1975
L'ATP Tolosa 1975 è stato un torneo di tennis. È stata la 1ª edizione dell'ATP Tolosa, che fa parte dei Tornei di tennis maschili indipendenti nel 1975. Si è giocato a Tolosa in Francia, dal 10 al 16 febbraio 1975.

## Campioni

### Singolare
Onny Parun ha battuto in finale  Kim Warwick 4-6 6-3 6-0

### Doppio
- Doppio non disputato